# 陆锦花
陆锦花（1927年2月25日—2018年1月10日），女，上海人，中国越剧演员，一级演员，擅演小生。

## 生平
1947年，与王文娟共同创立少壮越剧团，担任团长。1954年，参加华东戏曲研究院越剧实验剧团。1958年，出演越剧电影《情探》(江南电影制片厂)。陆锦花音色清亮，行腔舒展，被称为“陆派”。主要弟子有曹银娣、黄慧、夏赛丽、许杰、廖琪英、徐标新等。代表作有《珍珠塔》、《彩楼记》、《情探》、《盘夫索夫》。
2018年1月10日逝世。